# Katie Stevens

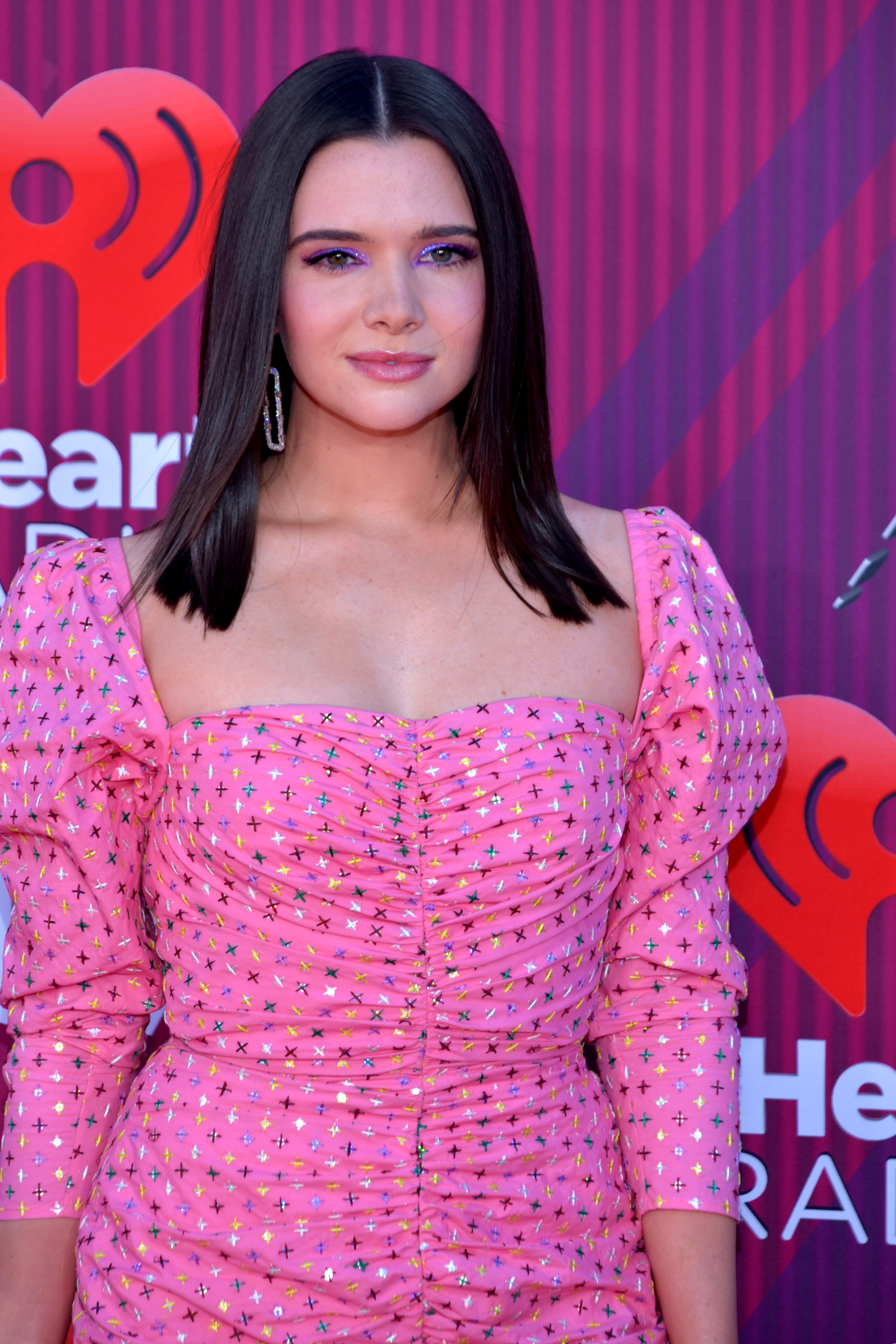
Katie Stevens, 2019

Katherine „Katie“ Mari Stevens (* 8. Dezember 1992 in Southbury, Connecticut) ist eine amerikanische Schauspielerin und Sängerin. Katie Stevens wurde Achte in der neunten Staffel von American Idol. Von 2014 bis 2016 spielte sie als Karma eine Hauptrolle in der MTV-Serie Faking It.

## Biografie

### Kindheit und Jugend
Stevens wuchs in Middlebury im US-Bundesstaat Connecticut auf. Ihre Eltern sind Mark Stevens und Clara Francisco. Sie wurde Zweite im Schönheitswettbewerb Miss Connecticut’s Outstanding Teen 2009, und sie wurde 2009 zum Westbury Outstanding Teen bei dem Greater Watertown Scholarship Pageant ernannt.
Stevens hatte ihren ersten Live-Auftritt vor Publikum im Alter von fünf Jahren, als sie die Nationalhymne auf der Party eines Lokalpolitikers sang. Seit sie jung ist, engagiert sie sich in örtlichen Theatern. Sie trat als Dorothy im Musical Der Zauberer von Oz im BSS Children’s Theater und im Main Street Theater auf. Am Main Street Theater spielte Stevens auch die Rolle der Sharpay im High School Musical sowie The Cat im Musical Honk!. Außerdem spielte sie Nellie Forbush im Musical South Pacific und Lydia Bennett in der Schulproduktion von Stolz und Vorurteil. Im Alter von 13 Jahren hatte sie einen Musikauftritt in der Carnegie Hall.
Katie Stevens zählt Whitney Houston und Jason Mraz zu ihren Lieblingskünstlern. Sie wurde musikalisch durch Taylor Swift und ihren Bruder Ryan Stevens beeinflusst. Sie spielt Gitarre, Klavier, Cello und Flöte.

### Teilnahme beiAmerican Idol
Am 13. August 2009 nahm sie am Casting für American Idol in Boston teil und wurde von allen vier Jury-Mitgliedern für die nächste Runde in Hollywood nominiert, die Jurorin Kara DioGuardi bezeichnete sie als talentierteste 16-Jährige, die sie je gesehen hat, und später als potenzielle Gewinnerin. Am 14. April 2010 schied sie schließlich als Achtplatzierte aus. Zusammen mit den anderen Finalisten nahm sie daraufhin an der American Idols Sommertour 2010 teil.
| Folge     | Thema                  | Lied                        | Originalinterpret              | Auftritt # | Resultat      |
| --------- | ---------------------- | --------------------------- | ------------------------------ | ---------- | ------------- |
| Casting   | Freie Wahl             | At Last                     | Glenn Miller and his Orchestra | –          | Weiter        |
| Hollywood | Erster Soloauftritt    | For Once in My Life         | Stevie Wonder                  | –          | Weiter        |
| Hollywood | Gruppenauftritt        | No One                      | Alicia Keys                    | –          | Weiter        |
| Hollywood | Zweiter Soloauftritt   | Chasing Pavements           | Adele                          | –          | Weiter        |
| Top 24    | Billboard Hot 100 Hits | Feeling Good                | Cy Grant                       | 12         | Weiter        |
| Top 20    | Billboard Hot 100 Hits | Put Your Records On         | Corinne Bailey Rae             | 4          | Weiter        |
| Top 16    | Billboard Hot 100 Hits | Breakaway                   | Kelly Clarkson                 | 1          | Weiter        |
| Top 12    | The Rolling Stones     | Wild Horses                 | The Rolling Stones             | 6          | Weiter        |
| Top 11    | Billboard #1 Hits      | Big Girls Don’t Cry         | Fergie                         | 8          | Letzte 3      |
| Top 10    | R&B/Soul               | Chain of Fools              | Aretha Franklin                | 7          | Letzte 3      |
| Top 9     | Lennon–McCartney       | Let It Be                   | The Beatles                    | 2          | Weiter        |
| Top 8     | Elvis Presley          | Baby What You Want Me to Do | Jimmy Reed                     | 8          | Ausgeschieden |

### Die Zeit nachIdol
Nachdem sie bei American Idol ausgeschieden ist, war Katie Stevens in mehreren Talkshows zu Gast.
Am 16. April 2010 trat sie in der Ellen DeGeneres Show mit Over the Rainbow auf. Weiterhin sang sie zusammen mit Andrew Garcia Superhuman in der Late Show with David Letterman sowie Big Girls Don’t Cry in der Wendy Williams Show. Vom 1. Juli bis zum 13. August 31, 2010 nahm sie an der American Idols LIVE! Tour 2010 teil, wo sie mit den Liedern Here We Go Again von Demi Lovato und Fighter von Christina Aguilera auftrat.
Nach der Tour zog Stevens nach Los Angeles, um an ihrem ersten Album zu arbeiten. Sie hat noch keinen Vertrag mit einer Plattenfirma, schreibt aber schon Lieder zusammen mit David Hodges. Anfang November 2010 hatte Stevens bereits 9 Lieder verfasst, darunter Waste My Time. Stevens hatte am 12. Dezember 2010 einen Gastauftritt in Ídolos Portugal und sang All I Want for Christmas Is You von Mariah Carey.
Im Juni 2012 spielte Stevens die Titelrolle im Musikvideo Beauty and the Beat von Todrick Hall, das über 11 Millionen Abrufe hat.

### Durchbruch als Schauspielerin

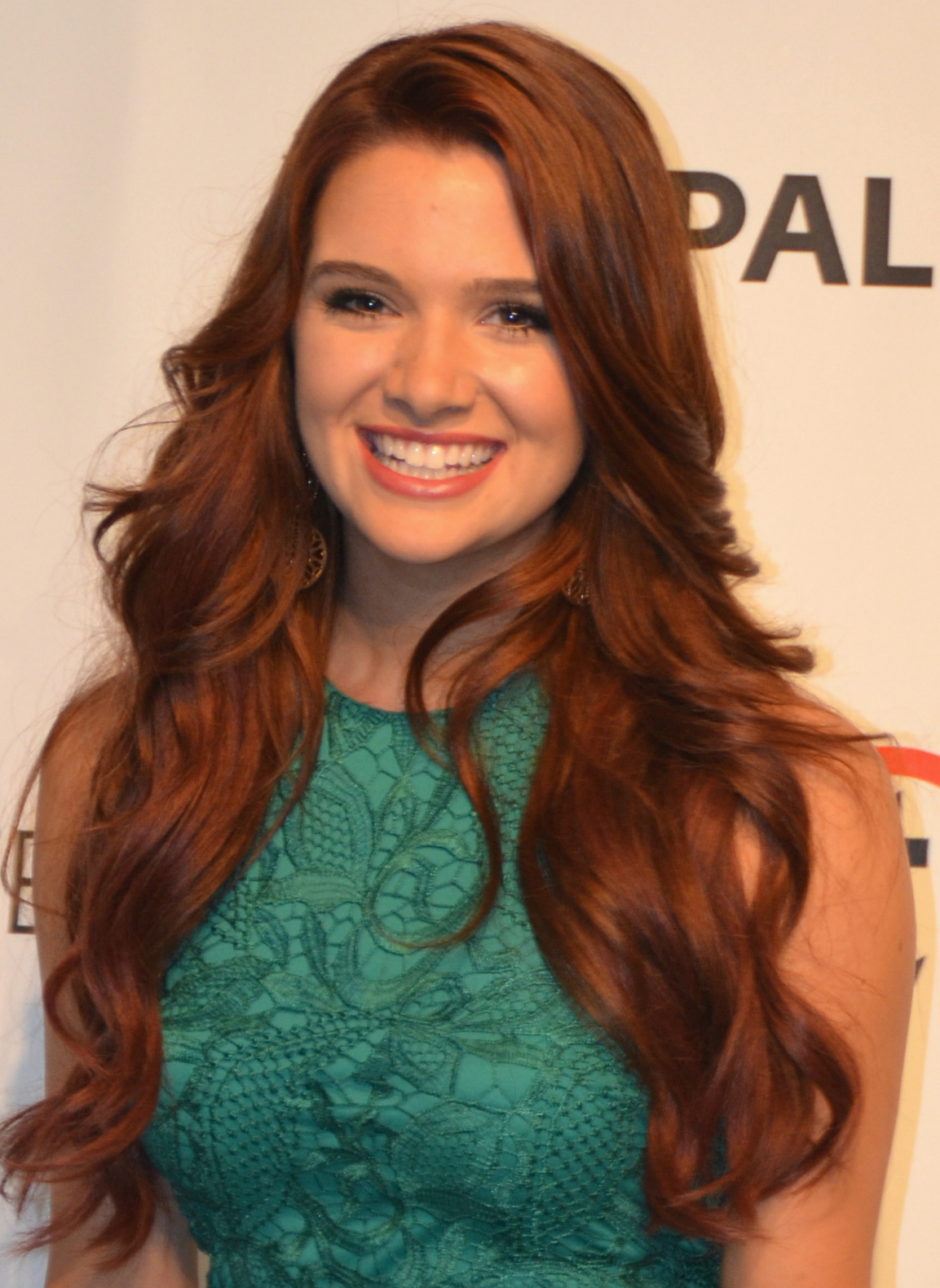
Katie Stevens, 2014

Im Oktober bestellte MTV die Comedyserie Faking It mit Stevens in einer Hauptrolle. Sie spielt darin Karma, die vorgibt lesbisch und in einer Beziehung mit ihrer besten Freundin Amy (Rita Volk) zu sein. Dabei verliebt sie sich in den Jungen Liam (Gregg Sulkin). Die Premiere der Serie am 22. April 2014 hatte rund 1,2 Millionen Zuschauer und erreichte damit ähnliche Werte wie Awkward im Vorprogramm. Im 2015 ausgestrahlten Serienfinale von CSI: Crime Scene Investigation, dem Fernsehfilm CSI: Immortality, spielte sie Lindsey, die Tochter von Catherine Willows (Marg Helgenberger). Seit 2017 spielte sie eine Hauptrolle in der Freeform-Serie The Bold Type – Der Weg nach oben, die auf dem Leben der früheren Cosmopolitan-Chefredakteurin Joanna Coles basiert. 2022 trat sie erneut als Lindsey Willows in der Revival-Serie CSI: Vegas auf.

### Privatleben
Katies Großmutter stammt aus Portugal und leidet an der Alzheimer-Krankheit. Katie spricht auch Portugiesisch. Sie schloss die High School in Southbury im Juni 2010 ab und sammelte mit ihren Musikauftritten für das Stipendienprogramm ihrer Schule.

## Filmografie
- 2010–2011: American Idol (Teilnahme)
- 2013: Running Up That Hill (Kurzfilm)
- 2014: Friends and Romans
- 2014–2016: Faking It (Fernsehserie, 38 Episoden)
- 2015: I'll Bring the Awkward (Fernsehserie, Folge 1x01 The Hammer of Destiny)
- 2015: CSI: Immortality (Fernsehfilm)
- 2017–2021: The Bold Type – Der Weg nach oben (The Bold Type, Fernsehserie, 52 Episoden)
- 2019: Polaroid
- 2019: Halloween Haunt (Haunt)
- 2019: Dolly Partons Herzensgeschichten (Dolly Parton’s Heartstrings, Fernsehserie, Folge 1x02 Two Doors Down)
- 2022: CSI: Vegas (Fernsehserie, Folge 2x04 Koala)
- 2022: A Christmas Open House
- 2023: Fantasy Island (Fernsehserie, Folge 2x09 Gwenivere of Glendale)
- 2025: Providence Falls (Miniserie, 3 Episoden)